# Elezioni politiche a San Marino del 1951
Le elezioni politiche a San Marino del 1951 si tennero il 16 settembre per il rinnovo del Consiglio Grande e Generale.

## Sistema elettorale
Sono elettori i cittadini sammarinesi maschi maggiori di 24 anni (suffragio universale maschile).

## Risultati
| Partito Democratico Cristiano Sammarinese        | 1 917 | 43,03 | 26 |  |  |  |
| Partito Comunista Sammarinese                    | 1 305 | 29,29 | 18 |  |  |  |
| Partito Socialista Sammarinese                   | 985   | 22,11 | 13 |  |  |  |
| Associazione Patriottica Indipendente del Lavoro | 248   | 5,57  | 3  |  |  |  |
| Totale                                           | 4 455 | 100   | 60 |  |  |  |
|                                                  |       |       |    |  |  |  |
| Voti non validi                                  | 112   | 2,45  |    |  |  |  |
| Votanti                                          | 4 567 | 62,55 |    |  |  |  |
| Elettori                                         | 7 301 |       |    |  |  |  |

La maggioranza venne costituita da PCS e PSS.